# Stokershorst
Stokershorst is een voormalig klooster van de Broedercongregatie Onze-Lieve-Vrouw van Zeven Smarten, gelegen aan Stokershorst 1 te Nederweert-Eind.

## Geschiedenis
Het zeer afgelegen terrein van 120 ha aan de Noordervaart werd in 1893 door de broeders gekocht. In het 3 km verderop gelegen Heibloem was al een klooster van dezelfde orde. De paters trokken elke dag met de kinderen die bij hen aanwezig waren naar Stokershorst om het te ontginnen. Het betrof wezen of uit huis geplaatste kinderen die in het klooster onderwijs zouden gaan genieten en onderdak krijgen. In 1900 werd het hoofdgebouw van het nieuwe klooster ingewijd en in 1903 woonden daar al 70 kinderen. Ze konden tot hun zestiende blijven en ze kregen, ter voorbereiding op het leven, een ambacht onderwezen, zoals schilder, smid of meubelmaker. Pas in 1910 kwamen er afzonderlijke werkplaatsen voor deze beroepen en ook een landbouwbedrijf werd toen opgericht zodat ook daarin onderwezen kon worden. In 1906 konden er erediensten in de neoromaanse kerk worden gehouden, die ook door bewoners uit de omgeving konden worden bijgewoond.
Vanaf september 1944 kwam het klooster in de vuurlinie te liggen en werd het bezet door Duitse troepen. De 150 jongens en 40 paters werden verspreid en kwamen ook na de bevrijding niet meer terug, want sindsdien mochten dergelijke instellingen niet meer op afgelegen plaatsen zijn gevestigd.
Het gehele klooster was overigens vernield, op de slaapzaal voor de jongens, inclusief woonkamer en eetkamer, na. Het werd een rusthuis voor de bejaarde broeders, maar in 1972 vertrokken ook de laatst overgeblevenen. Het huis kwam in privébezit en in 1974 kwam het in bezit van het Duitse echtpaar Schabe. Dezen vormden het om tot een bezinningscentrum en dat is het tegenwoordig nog steeds.